# Carl Ignaz Lorinser

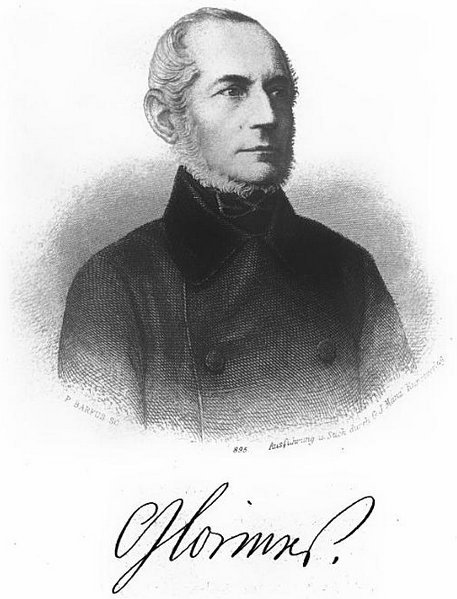
Porträt von 1864

Carl Ignaz Lorinser (auch Karl Ignaz Lorinser oder Carl Ignatius Lorinser; * 24. Juli 1796 in Niemes; † 2. Oktober 1853 in Patschkau) war ein böhmischer Mediziner.

## Leben
Lorinser war Sohn eines Wundarztes. Er besuchte ab 1810 das Prager Gymnasium, bevor er 1813 an der Karls-Universität Prag eingeschrieben wurde. Er sollte die Laufbahn als Geistlicher einschlagen, interessierte sich allerdings mehr für das Fach Medizin, weshalb er 1814 an die Berliner Universität wechselte, an der er 1817 mit der Dissertation De functione hepatis sana et laesa zum Dr. med. promoviert wurde. Anschließend ging er nach Wien, wo er sich in der ärztlichen Praxis weiterbildete, allerdings erhielt er dort nicht die notwendigen Berechtigungen als Arzt. Daher kehrte er nach Berlin zurück, wo er 1818 die Staatsprüfung bestand.
Lorinser erhielt im Sommer 1818 eine Anstellung an der Tierarzneischule in Berlin. 1820 erfolgte seine Habilitation an der Berliner Universität. Er wirkte anschließend als Privatdozent und praktischer Arzt in Berlin und wurde außerdem Assistent an der Magnetischen Heilanstalt von Karl Christian Wolfart. Auf Empfehlung von Johann Gottfried Langermann wurde er Mitglied und zweiter Rat im Medizinalkollegium in Stettin. 1824 wurde er zum Regierungs- und Medizinalrat in Cöslin, 1826 als solcher in Oppeln ernannt. Dort wurde er 1835 außerdem Direktor der dortigen Hebammenlehranstalt. Außerdem war er als Sachverständiger der Regierung tätig.
Lorinser erkrankte an der Gicht, sodass er 1850 in den Ruhestand gehen musste.
Die Mediziner und Botaniker Friedrich Wilhelm und Gustav Lorinser (1811–1863) waren seine Brüder. Die Komponistin und Schriftstellerin Gisela Lorinser (1856–1899) war seine Nichte.

## Werke (Auswahl)
- Entwurf einer Encyclopädie und Methodologie der Thierheilkunde. Rücker, Berlin 1820.
- Die Lehre von den Lungenkrankheiten. Schüppel, Berlin 1823.
- Untersuchungen über die Kinderpest. Schüppel, Berlin 1831.
- Der Sieg über die Branntweinpest in Oberschlesien. Weilshäuser, Oppeln 1845.